# Seqüència de Recamán

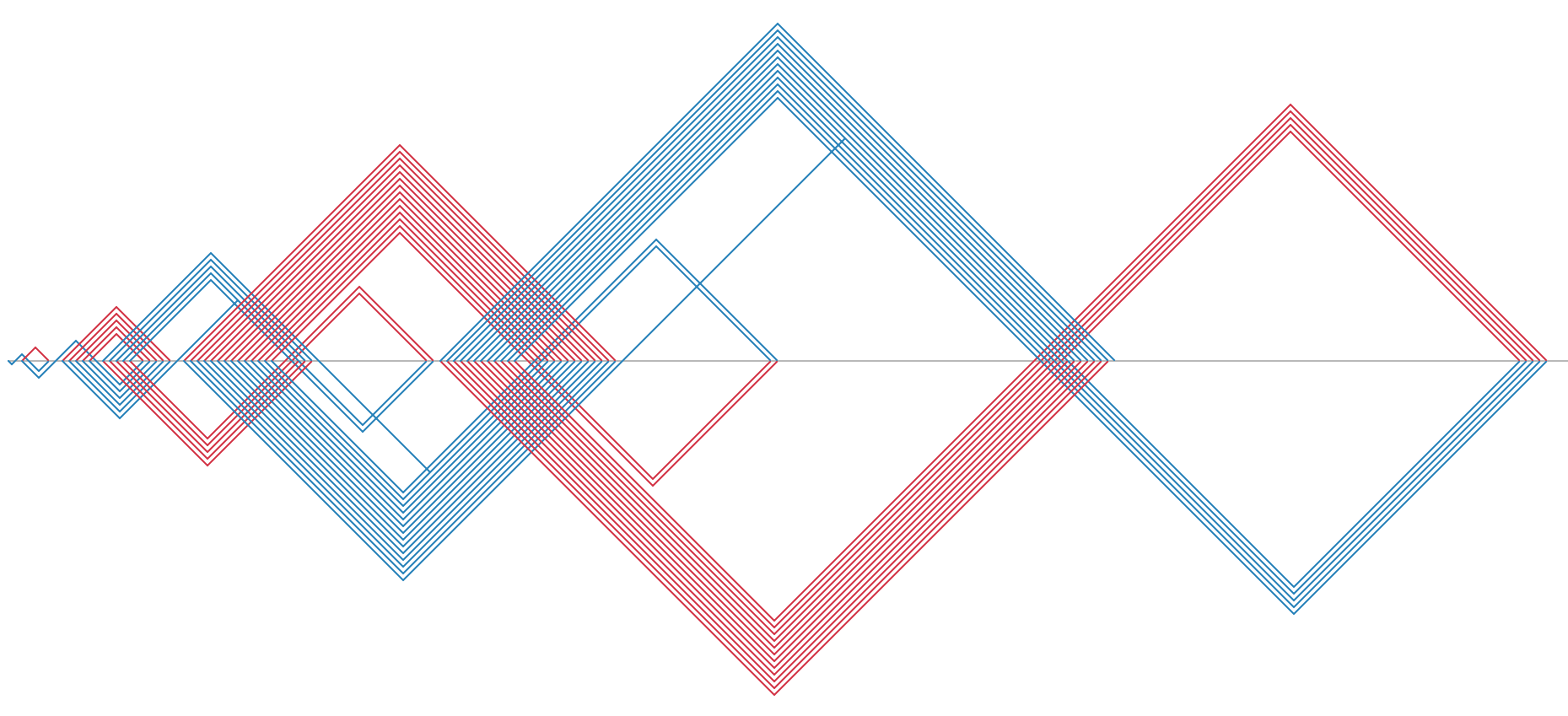
Representació de la seqüència de Recamán sobre l'eix horitzontal, amb els salts indicats a la part posterior i inferior alternadament. En blau els salts que avancen, en vermell els que tornen enrere.

En matemàtiques, la seqüència de Recamán és una seqüència d'enters definida per una relació de recurrència, és a dir, cada element és definit sobre la base dels elements anteriors de la seqüència mitjançant recursivitat. Va ser descrita pel matemàtic colombià Bernardo Recamán Santos, i el matemàtic Neil Sloane (creador de la On-Line Encyclopedia of Integer Sequences, OEIS), li va posar aquest nom en honor seu.
Neil Sloane també va conjecturar que cada nombre enter apareix a la seqüència almenys una vegada, però no ha estat demostrat.

## Definició
El valor inicial de la seqüència és 0. A partir d'aquest, la seqüència és definida de la següènt manera:
{\displaystyle R_{n}={\begin{cases}R_{n-1}-n&&{\text{si aquest}}>0{\text{ i si encara no es troba a }}R\\R_{n-1}+n&&{\text{en cas contrari}}\end{cases}}}
Degut a aquesta fórmula definitòria, la seqüència satisfà dues propietats:
{\displaystyle R_{n}\geq 0}
{\displaystyle |R_{n}-R_{n-1}|=n}
La seqüència de Recamán no és una permutació dels nombres enters, ja que alguns nombres apareixen més d'una vegada a la seqüència.

## Variants
La seqüència de Recamán ha estat la base d'un grup extens de seqüències similars, algunes d'elles amb propietats addicionals interessants.

### Versió amb constant definida
{\displaystyle R_{n}={\begin{cases}R_{n-1}-(n+K)&&{\text{si aquest}}>0{\text{ i si encara no es troba a }}R\\R_{n-1}+(n+K)&&{\text{en cas contrari}}\end{cases}}}
on {\displaystyle K} és un valor constant. El resultat és molt similar a la seqüència original.

### Transformació iterativa
{\displaystyle R_{n}={\begin{cases}R_{n-1}-n&&{\text{si aquest}}>0{\text{ i si encara no es troba a }}R\\R_{n-1}+n+i&&{\text{en cas contrari}}\end{cases}}}
on {\displaystyle i} és el primer nombre major o igual a 0 al qual {\displaystyle R_{n-1}+n+i} encara no ha aparegut.
La part interessant d'aquesta variant és que després permet afegir una variable addicional {\displaystyle s} amb el qual obtenim un altre subgrup de variants. La variable {\displaystyle s} té un valor inicial de 1 i augmenta {\displaystyle 1} en el primer cas, o {\displaystyle i+1} en el segon:
{\displaystyle R_{n}={\begin{cases}R_{n-1}-s&&{\text{si aquest}}>0{\text{ i si encara no es troba a }}R\\R_{n-1}+s+i&&{\text{en cas contrari}}\end{cases}}}

### Transformació permutativa
{\displaystyle R_{n}={\begin{cases}R_{n-1}-(n+k)&&{\text{si aquest}}>0{\text{ i si encara no es troba a }}R\\R_{n-1}+(n+k)&&{\text{si aquest}}>0{\text{ i si encara no es troba a }}R\\{\mathsf {\text{(transformar i repetir)}}}&&{\text{en cas contrari }}\\\end{cases}}}
El valor inicial de {\displaystyle k} és 1, i es reinicia per cada {\displaystyle R_{n}} nova a definir.
Per cada iteració (transformar i repetir), {\displaystyle k} augmenta 1 i es torna a provar, fins que finalment es pot definir {\displaystyle R_{n}}.
Aquesta versió s'anomena permutativa perquè no pot contenir valors repetits, i si es demostrés que tots els valors hi surten això implicaria que és una forma de reordenar tots els valors enters i, per tant, es tracta d'una permutació.

### Combinació amb altres funcions
{\displaystyle R_{n}={\begin{cases}R_{n-1}-f(n)&&{\text{si aquest}}>0{\text{ i si encara no es troba a }}R\\R_{n-1}+f(n)&&{\text{en cas contrari}}\end{cases}}}
On {\displaystyle f(n)} és una funció descrita, per exemple el quadrat {\displaystyle n^{2}} o l'n-èssim nombre primer {\displaystyle p(n)}.
Per la funció {\displaystyle f(n)} també s'ha utilitzat la successió de Fibonacci, però en aquest cas cal considerar no només el valor anterior en la seqüència sinó el dos anteriors.
{\displaystyle R_{n}={\begin{cases}m&&{\text{si }}n\leq 2\\R_{n-1}+R_{n-2}-F(n)&&{\text{si aquest}}>0{\text{ i si encara no es troba a }}R\\R_{n-1}+R_{n-2}+F(n)&&{\text{en cas contrari}}\end{cases}}}

### Versió amb paritat acumulativa
En aquest cas es fa un plantejament bastant diferent, similar al de la successió de Fibonacci amb component atzarós on es defineix la paritat en cada cas segons algun altre factor, probabilitat o funció:
{\displaystyle R_{n}=\sum _{i\rightarrow n}c(i)f(i)}
on la paritat {\displaystyle c(i)} en cada cas es defineix:
{\displaystyle c(i)={\begin{cases}1&&{\text{si }}R_{i-1}\leq f(i)\\-1&&{\text{en cas contrari}}\end{cases}}}